# クリストフ・モロー
クリストフ・モロー（Christophe Moreau、1971年4月12日- ）は、フランス・エーヌ県ヴェルヴァン出身の自転車競技選手。

## 経歴
アマチュア時代の1994年、世界自転車選手権の種目としては最後となった100kmチームタイムトライアルで、フランスチームの一員として出場して2位に貢献。
1995年、フェスティナと契約を結んでプロ選手となる。
1998年のツール・ド・フランス（以下、ツール）において、チームぐるみでのドーピングスキャンダル（通称:フェスティナ事件）が発覚したことから第6ステージ終了時点でチームが主催者から大会追放処分を受けた。このドーピング事件においてEPO使用の疑いが持たれたことから、半年間程度の出場停止処分を受けた。
また翌1999年のシーズンより、ヴィランクやアレックス・ツェーレらは他チームへと移籍したが、モローはローラン・ブロシャールらとともにチームに残った。1999年のツールでは総合25位。
2000年のツールでは、アルプス越えステージで健闘。第19ステージの個人タイムトライアルでは3位に食い込み、総合成績4位に入った。
2001年、ドーフィネ・リベレ総合優勝。ツールではプロローグを制した他、第11ステージまでマイヨ・ジョーヌを堅持した。しかしその後、第12ステージで棄権した。
2002年、クレディ・アグリコールに移籍。同年のツールに出場するも、レース中の事故により、第15ステージをもって棄権した。
2003年、ダンケルク4日間レースで総合優勝。同年のツール・ド・フランスでは3年ぶりの完走を果たし、総合8位と健闘した。
2004年のツールでは総合12位。
2005年のツールでは、第9ステージで2位、第11ステージで3位に入ったが、アルプス越えステージで振るわず、結局総合11位に終わった。クレディ・アグリコール側はこの結果に不満をもらし、翌2006年のシーズンより、AG2R・プレヴォワイアンスへの移籍を余儀なくされることになった。
AG2Rへ移籍した2006年、カタルーニャ一周において山岳賞を獲得。総合でも3位に食い込んだ。また、ドーフィネ・リベレでも山岳賞を獲得した。そしてツールでは、フロイド・ランディスの大逃亡劇が演じられた第17ステージで3位に入った他、総合8位に食い込んで、3度目の総合ベスト10入りを果たした。
2007年、ドーフィネ・リベレにおいて区間2勝に加え、2度目の総合優勝を飾った他、念願の国内選手権個人ロードレースを制覇し、個人タイムトライアルも含めて初めてフランスチャンピオンに輝いた。例年になくいいムードで迎えたツールでは、第15ステージで事故に巻き込まれ、総合37位に入るのがやっとだった。
2007年シーズン途中、チームの財政的理由により、AG2Rを同年シーズン限りで離れる決意を示した。
2008年、コンチネンタルプロチームであるアグリテュベルに移籍。
2010年、ケス・デパーニュに移籍。同年7月12日、同年シーズンを最後に引退する考えを示唆した。